# Ta'Shia Phillips
Ta'Shia Phillips, née le 24 janvier 1989 à New York (États-Unis) est une joueuse américaine de basket-ball. 
Son frère Brandon Phillips est un joueur de baseball professionnel. 

## Biographie
Elle laisse un grand souvenir dans son lycée de Brebeuf Jesuit avec 21,6 points à 74,5 %, 15,3 rebonds et 3.2 contres par rencontre en senior, pour cumuler en carrière 1 939 points et 1 308 rebonds.
En 4 ans à Xavier (ville de Cincinnati) , elle est élue deux fois meilleure défenseure de l'Atlantic Ten Conference (A-10), meilleure rookie en 2008 puis meilleure joueuse 2009 de l'A-10, En 2009-2010, elle est seconde meilleure rebondeuse (12,4) et troisième à l'adresse (60,5 %) en 2010-11 de toute la NCAA. Avec 1 552 prises, elle établit un nouveau record historique de l'université. Elle est élue dans le meilleur cinq de l'Atlantic-10 pour ses trois dernières saisons, après avoir été dans le deuxième cinq lors de saison rookie.
Elle est draftée en 2011 en huitième position par les Atlanta Dream, mais elle est aussitôt envoyée aux Washington Mystics dans le cadre du transfert envoyant Lindsey Harding et un second tour de draft 2012 contre elle, Kelly Miller et un premier tour de draft 2012. Elle est signée par les Mystics, mais est coupée après 10 rencontres le 25 juillet. Elle signe quelques jours plus tard au New York Liberty. Ses moyennes de points restent inférieures à deux ponts par rencontre.

## Distinctions individuelles
- 2010, 2011 State Farm Honorable Mention All-American
- 2011 Associated Press Third Team All-American
- 2010, 2011 Atlantic 10 Defensive Player of the Year
- 2009 Atlantic 10 Player of the Year
- 2008 Atlantic 10 Rookie of the Year
- 2008, 2011 Atlantic 10 Championship Most Outstanding Player
- 2009, 2010, 2011 All-Atlantic 10 First Team